# スーパーマンIV
『スーパーマンIV/最強の敵』（スーパーマンフォー さいきょうのてき、Superman IV: The Quest for Peace）は、1987年のアメリカ合衆国・イギリスのスーパーヒーロー映画。
監督はシドニー・J・フューリー、出演はクリストファー・リーヴとジーン・ハックマンなど。
アメリカン・コミック作品『スーパーマン』を原作とするクリストファー・リーヴ主演の映画シリーズの最終作。日本初公開時のタイトルはアラビア数字を用いた『スーパーマン4 最強の敵』だったが、後年、前々作・前作と同様のローマ数字表記に改められた。

## ストーリー
生家の売却話、デイリー・プラネットの買収と、スーパーマンことクラーク・ケントを取り巻く環境は大きく変化していた。日常に忙殺される彼を尻目に米ソは核軍縮交渉を中断。世界は核戦争の危機に瀕することになる。そのさなか、スーパーマンによって捕らえられ服役中だったレックス・ルーサーが甥のレニーの協力により脱獄する。
一方のスーパーマンは国連総会に参加し世界各国を核廃絶へ方向付けていた。核兵器は全て太陽に廃棄されることが決定、誰もが世界が平和に近づいたと感じた。だが、スーパーマンを倒すために彼のクローンを作る計画を立てていたレックスは機を逃さなかった。核兵器にクローンの素を忍ばせ、太陽に打ち込ませたのだ。
レックスの目論見通り、太陽の力を得た最強の敵ニュークリアマンが誕生、スーパーマンに襲い掛かるのだった。

## キャラクター
ニュークリアマン
演 - マーク・ピロー
ルーサーがスーパーマンを倒すべく生み出した超人。世界中の核ミサイルを太陽に廃棄するスーパーマンを利用し、彼の毛髪から培養した遺伝子をミサイルに乗せ、太陽に落とさせてそのエネルギーで誕生した。スーパーマンの10倍のパワー、超能力を持ち、伸びた爪からは太陽エネルギーがスパークし、スーパーマンの身体にさえ傷を負わせる。知能はあまり高くないうえ、最大の弱点は太陽エネルギーが得られなくなると（日陰、密室等）、途端に活動を停止すること。
レニー
演 - ジョン・クライヤー
ルーサーの甥。悪人の彼を尊敬している不良青年。逮捕され強制労働中のルーサーを脱走させる手助けをし、その後もルーサーの助手として働く。
デヴィッド・ウォーフィールド
演 - サム・ワナメイカー
デイリープラネットの新オーナー。それまではいかがわしいタブロイド誌を手掛けていた。儲け第一主義で、新聞が売れる為ならどんな過激で虚偽な記事内容でもいとわない方針。当然、今までの記者達には評判が悪い。
レイシー・ウォーフィールド
演 - マリエル・ヘミングウェイ
デヴィッドの娘。デヴィッドの独断でデイリープラネットの責任者に就く。当初は父親と同じく新聞が売れるならどんな手段でも採る娘だったが、クラークやスーパーマンと知り合って興味を持つに従い、徐々に気持ちの変化が出てくる。

## キャスト
| 役名                          | 俳優                     | 日本語吹替                                                                                |
| 役名                          | 俳優                     | テレビ東京版 （吹替補完版）                                                               |
| ----------------------------- | ------------------------ | ----------------------------------------------------------------------------------------- |
| スーパーマン クラーク・ケント | クリストファー・リーヴ   | 佐々木功                                                                                  |
| ロイス・レーン                | マーゴット・キダー       | 弥永和子                                                                                  |
| レックス・ルーサー            | ジーン・ハックマン       | 藤本譲                                                                                    |
| ペリー・ホワイト              | ジャッキー・クーパー     | 神山寛                                                                                    |
| ジミー・オルセン              | マーク・マクルーア       | 亀山助清                                                                                  |
| レニー                        | ジョン・クライヤー       | 堀内賢雄                                                                                  |
| デヴィッド・ウォーフィールド  | サム・ワナメイカー       | 大木民夫                                                                                  |
| レイシー・ウォーフィールド    | マリエル・ヘミングウェイ | 高畑淳子 （野沢由香里）                                                                   |
| ニュークリアマン              | マーク・ピロー           | 若本規夫 （島香裕）                                                                       |
| ララ                          | スザンナ・ヨーク         | 沢田敏子                                                                                  |
| その他                        |                          | 石森達幸 稲葉実 塚田正昭 大塚明夫 山寺宏一 滝沢ロコ 荒川太郎 井上喜久子 岩坪理江 大友大輔 |

- テレビ東京版：初回放送1989年10月12日『木曜洋画劇場』20:00-21:54 ※正味91分
  - 一部に独自編集が施されたため、現行の映像に合わない部分がある。
  - 2014年9月6日、一部を追加録音した吹替補完版がWOWOWの『土曜吹替劇場』枠にて放送された[2]。

## スタッフ
- 監督：シドニー・J・フューリー
- 製作：メナハム・ゴーラン、ヨーラン・グローバス
- 原案：クリストファー・リーヴ、ローレンス・コナー（英語版）、マーク・ローゼンタール（英語版）
- 脚本：ローレンス・コナー、マーク・ローゼンタール
- 撮影：アーネスト・デイ（英語版）
- 音楽：ジョン・ウィリアムズ

### 日本語版スタッフ
- 字幕翻訳：戸田奈津子

| 吹き替え       | テレビ東京版 （吹替補完版）   |
| -------------- | ----------------------------- |
| 演出           | 小山悟 （佐藤敏夫）           |
| 翻訳           | 木原たけし （松崎広幸）       |
| 調整           | 小野敦志                      |
| 効果           | リレーション                  |
| 担当           | 岩渕昇                        |
| プロデューサー | 伊藤新三 三島良広             |
| 制作           | 東北新社 （ブロードメディア） |
| 制作           | テレビ東京                    |

## 製作
クリストファー・リーヴのストーリー原案への参加、および3作目では不在だったレックス・ルーサーの復活をセールスポイントとした。前作『スーパーマンIII/電子の要塞』の後、ワーナー・ブラザースと契約を解消した製作総指揮およびプロデューサーのアレクサンダーとイリヤ・サルキンド親子は映像権をキャノン・フィルムズに売却。オリジナル・キャストやテーマ曲を引き継いだことから、サルキンド親子の名もシリーズ創始者としてクレジットされている。
予算は$17,000,000で、製作したイスラエル系独立プロダクションのキャノンはジャン＝クロード・ヴァン・ダム、チャック・ノリス、シルヴェスター・スタローン主演作などの小・中規模アクションを得意としてきたスタジオである。会社の規模拡張に従い、本シリーズの製作権を獲得したが、公開までに財務上の問題を抱え「制作陣は本作の歴史的ヒットを願わずにはいられません」と当時報道される状況だった。
VFXも前3作はオプチカル処理による丁寧な合成がなされていたが、本作ではビデオ合成が採用されている。上映時間も１時間半に短縮しコストを最小限に抑えている。
これまでジーン・ハックマン、クリストファー・リーヴの順にクレジットされていたが、本作のオープニングで初めて両者が逆転してクレジットされた。
劇伴も1作目同様ジョン・ウィリアムズの起用を予定してたものの、ウィリアムズのスケジュールがつかなかったため1作目のスコアとウィリアムズが新たに書き下ろしたスコアを基にウィリアムズやゴールドスミスのオーケストレーションを長年担当していたコーレッジが編曲して本編に使用している。
演奏はドイツのグランケ交響楽団だが、コーレッジが楽団の表現力に満足できなかったために半分近くをナショナル・フィルで追加録音した。サントラは当時予定されていたものが頓挫し、現在は限定版がいくつか発売されている。
スーパーマンが核廃棄の演説をするシーンは非常にカタルシス溢れるものになっており、ネットの反核の動画としても借用されていたりする。
ヨーラム・グローバスは「持てる力すべてを使って製作すべき作品だったが、数多くの作品を同時進行していたためそれができず『失敗作となった』」と明言している。
映画はヒットせず、後の『スーパーマン リターンズ』においても、3作目と本作の存在はなかったことにされている。

## 作品の評価
Rotten Tomatoesによれば、49件の評論のうち高評価は10%にあたる5件で、平均点は10点満点中3.1点、批評家の一致した見解は「スーパーマン・シリーズは本作でどん底に落ちた。アクションは退屈、特殊効果は安っぽく見える上に、どの俳優もプロットの行方に興味がないように見える。」となっている。
Metacriticによれば、18件の評論のうち、高評価は1件、賛否混在は2件、低評価は15件で、平均点は100点満点中24点となっている。